# Colaspedusa bicoloripes
Colaspedusa bicoloripes es un coleóptero de la familia Chrysomelidae.
Fue descrita científicamente en 1998 por Medvedev.